# MHK Kežmarok
Le MHK Kežmarok est le club de hockey sur glace de la ville de Kežmarok en Slovaquie. L'équipe remporte le titre de champion de la première division en 2006-07 et accède ainsi à la plus haute division slovaque, l'Extraliga.